# ソックコウベ
ソックコウベ株式会社は、兵庫県神戸市に本社を置く女性向けの下着・部屋着を中心とした企画・製造・販売会社である。ブランド「aimerfeel(エメフィール)」を展開している。

## 概説
本社は六甲アイランドの兵庫県神戸市東灘区向洋町中6-9ファッションマート5階にある。取り扱い商品は女性用下着のインナーウェア、ルームウェア・パジャマなどの部屋着系の衣類。創業は1964年、神戸市兵庫区湊川にて下着・靴下小売店の開業から始まる。1991年に「ソックコウベ株式会社」を設立し、2001年に本社を現在の住所に移転している。日本全国から中国、台湾、韓国に自社ブランド「aimerfeel(エメフィール)」の直営店を展開している。通信販売も行っており、公式通販サイトを始めとしたインターネットショッピングモールを数多く出店している。

## 沿革
- 1964年（昭和39年） - 創業 神戸市兵庫区湊川にて下着・靴下小売店を開業。
- 1991年（平成3年）3月 - ソックコウベ株式会社 設立。
- 1996年（平成8年）4月 - 実店舗 aimerfeel（エメフィール）1号店となるパークタウン店（神戸市兵庫区）を出店。カタログ通信販売を開始。
- 1998年（平成10年）4月 - 実店舗 全国50店舗の出店に到達。
- 2001年（平成13年）10月 - 本社を神戸市東灘区 六甲アイランドに移転。
- 2002年（平成14年）5月 - ネット通販事業を開始。インターネットショッピングモール「楽天市場店」を出店。
- 2004年（平成16年）6月 - 実店舗 全国100店舗の出店に到達。
- 2004年（平成16年）7月 - 実店舗 韓国に進出。
- 2007年（平成19年）- 公式通販サイトを開設。
- 2009年（平成21年）- インターネットショッピングモール「ビッターズ」（現：Wowma!/旧DeNAショッピング）出店。
- 2011年（平成23年）- インターネットショッピングモール「SHOP LIST」出店。
- 2012年（平成24年）- インターネットショッピングモール「Amazon」、「Yahoo!」（現：PayPayモール）出店。
- 2013年（平成25年）- インターネットショッピングモール「モバコレ」（現：LOCONDO）出店。
- 2015年（平成27年）- インターネットショッピングモール「Qoo10」出店。
- 2015年（平成27年）9月 - 実店舗 台湾に進出。
- 2016年（平成28年）- インターネットショッピングモール「ZOZOTOWN」出店。
- 2017年（平成29年）- 公式越境ECサイトを開設。
- 2018年（平成30年）- インターネットショッピングモール「マガシーク」出店。